# Tongrube Melsbach

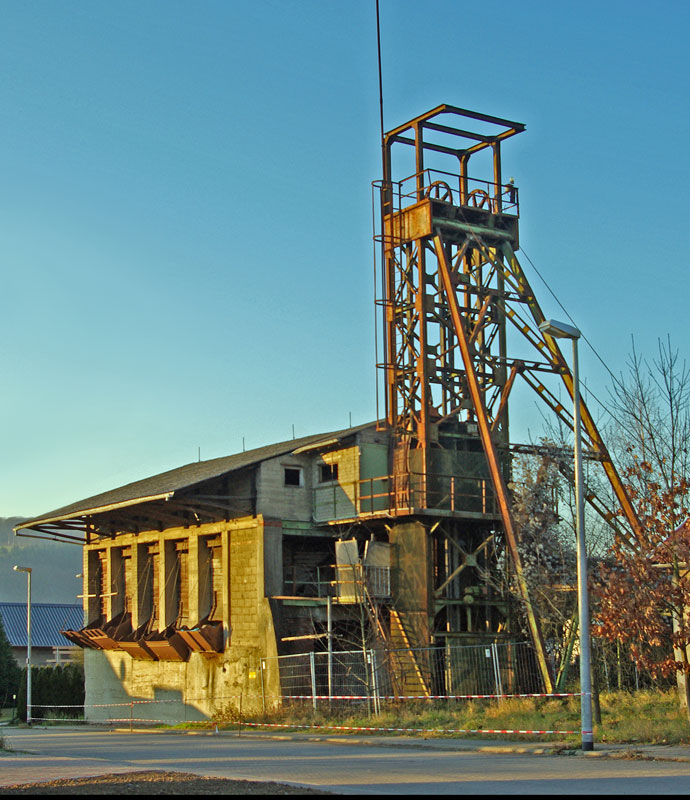
Ehemaliges Fördergerüst in Melsbach

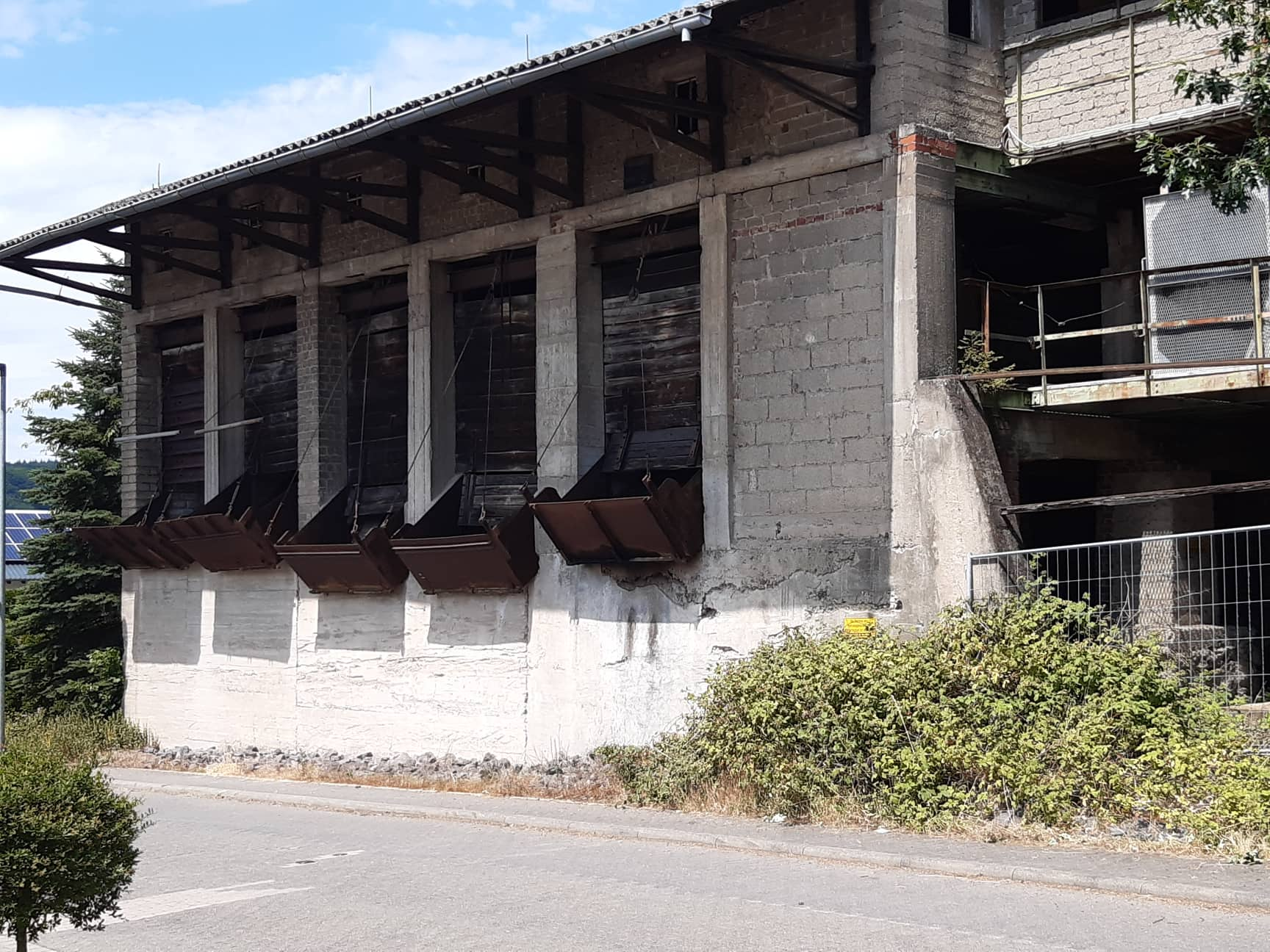
Ehemalige Werkshütte am Fördergerüst

Die Tongrube Melsbach ist ein ehemaliges Ton- und Alaunbergwerk bei der Ortschaft Melsbach im Landkreis Neuwied. Sie war dereinst das älteste Alaunbergwerk von Rheinland-Pfalz.

## Lage
Die ehemalige Tongrube Melsbach befand sich auf dem Gelände des heutigen Ortsteils Kreuzkirch, nahe dem südlichen Ortseingang. Einen Zugang (der Hauptzugang) gab es dort, wo heute noch das denkmalgeschützte Fördergerüst nebst Werkshütte und Spulenlager stehen. Ein zweiter Zugang befand sich in der Nähe der heutigen Ruine der Kreuzkirche. Gegenüber der Ruine, auf der linken Seite des Ortseingangs, ist eine riesige Abraumhalde aufgeschüttet, die in den 1960er Jahren abgeflacht wurde und nun als Fußballplatz genutzt wird.

## Geschichte
Die Tonlager wurden entdeckt, als im Jahr 1786 der wohlhabende Fabrikbesitzer und Unternehmer Heinrich Wilhelm Remy für sein Hütten- und Walzwerk „Rasselstein“ im Wiedtal bei Neuwied Kohle benötigte. Zunächst fand man nur Braunkohle, dann aber ergiebige Lagerstätten von schwefelsaurem Weißem Ton und Buntem Ton. Die Lager befanden sich in einer Teufe von etwa 90 Metern. In diesen Tonlagern bemerkte man hohe Anteile an Siderit und Alaun. Der fürstlich-wiedische Forst- und Bergrat Engelhard ließ 1789 das älteste Alaunwerk von Rheinland-Pfalz anlegen. Im Jahr 1860 kam es zu einem Unglücksfall, bei dem der Arbeiter Joseph Barbanus mit den Beinen voran in einen Alaun-Siedekessel stürzte. Um 1880 wurde das Alaunwerk stillgelegt und 1882 abgerissen. Der Melsbacher Ton hingegen wurde bis 1959 unter der Leitung und Aufsicht der Dr. C. Otto & Comp. weiter abgebaut. Heute sind nur noch das eiserne Fördergerüst nebst Werkshütte und das dazugehörige Spulenlager erhalten. Das Fördergerüst kann zwar jederzeit besichtigt werden, das Besteigen ist jedoch wegen der rostbedingten Einsturzgefahr verboten.

## Bedeutung
Die Tonlagerstätten mit ihrem eher geringen Umfang waren von nicht allzu großer regionaler Bedeutung. Dennoch wurde der Melsbacher Ton dank seiner Feuerfestigkeit sehr geschätzt. Vor allem aber der hohe Gehalt an natürlichem Siderit und Alaun ließ die Nachfrage regelmäßig wieder ansteigen. Der Dorfgemeinde von Melsbach brachte die Tongrube jedoch keine finanziellen Gewinne.